# علم الأصوات النطقي

طرق النطق عند البشر

علم الأصوات النطقي هو أحد فروع الصوتيات الذي يقوم بدارسة النطق والطرق التي يقوم بخلالها البشر بالحديث (طرق النطق). يشرح علماء الأصوات عن النطق كيفية تكوين البشر الاصوات عن طريق تفاعل الهياكل الفسيولوجية (العلم الذي يدرس العلاقة بين السلوك والاعضاء من أجل ايجاد تفسير عضوي للسلوك الإنساني) المختلفة. بشكل عام، يهتم علم الأصوات النطقي بتحويل الطاقة الديناميكية الهوائية إلى طاقة صوتية. الطاقة الديناميكية الهوائية تشير إلى تدفق الهواء عبر المسالك الصوتية. وبالحديث عن الاشكال، فهو يملك شكلين الأول: شكلهُ الظاهر هو ضغط الهواء اما شكلهُ الثاني فهو الحركي وهو تدفق الهواء الفعلي الخراج من خلال الرئة. اما الطاقة الصوتية هي الاختلاف في ضغط الهواء الذي يمكن تمثيله كموجات صوتية، والتي يستقبلها الجهاز السمعي البشري على انها صوت.
يتم إنتاج الصوت ببساطة عن طريق إخراج الهواء من الرئتين. ولتغيير كفاءة الصوت بطريقة مفيدة للتحدث، يتحرك عضويّن من أعضاء النطق تجاه بعضهما البعض للاتصال ببعضهما لإنشاء عائق للهواء بطريقة معينه. وتسمى نقطة الحد الأقصى للعرقلة موضع النطق. والطريقة التي تتشكل فيها العوائق هي طرق النطق أو اللفظ على سبيل المثال، عند نطق الحرف الإنجليزي (P)، تنغلق الشفاه بإحكام لتمنع الهواء فتسبب في ذلك زيادة ضغط الهواء. ثم تفتح فجاءه، فتسبب في ذلك خروج الصوت. موضع النطق في هذه العملية يسمى ذو الشفتين حيث ان الصوت يتم اخراجه من خلال الشفتين. وتسمى الطريقة بالتوقف.

## المكونات
يمكن رؤية الجهاز الصوتي من خلال نموذج ميكانيكي ديناميكي هوائي يتضمن ثلاثة مكونات رئيسية:
·     تجاويف الهواء
·     المضخة
·     صمامات الهواء
تجاويف الهواء عبارة عن حاويات تتكون من جزيئات الهواء ذات أحجام وكتل محددة. تجاويف الهواء الرئيسية الموجودة في جهاز النطق هي: تجويف فوق المزمار وتجويف تحت المزمار. يعود تسميتهم بالمزمار للمساحة القابلة للفتح بين الطيات الصوتية داخل الحنجرة والتي تفصل بين التجويفين. ينقسم تجويف فوق المزمار إلى تجويف فرعي عن طريق الفم (التجويف من فتحة المزمار إلى الشفاه باستثناء تجويف الأنف) وتجويف الأنف (التجويف من البلعوم، والذي يمكن إغلاقه بواسطة رفع الغشاء). يتكون تجويف تحت المزمار من القصبة الهوائية والرئتين. يمكن أيضاً اعتبار الغلاف الجوي الخارجي لساق النطق تجويفاَ للهواء فتكون نقاط الاتصال المحتملة فيما يتعلق بالجسم هي فتحتا الأنف والشفتين.
بموجب قانون بويل المضخات هي المسؤولة عن  التغيرات في ضغط الهواء بين التجاويف المتصلة فيتدفق الهواء بينها. حيث يوجد ثلاث مضخات في الجهاز النطقي: الحنجرة واللسان والتركيبات الفسيولوجية (المستخدمة لبناء حجم الرئة). فالمضخات الموجودة في الحنجرة تعمل على تغيير حجم التجاويف الموجودة فوق وتحت لسان المزمار. فنتيجة الحركة الرأسية للحنجرة، يتغير الضغط داخل تجويف الفم فتبدأ المضخات بنقل الهواء.
الصمامات تنظم تدفق الهواء بين التجاويف. حيث يحدث تدفق الهواء عندما يكون صمام الهواء مفتوحًا وفرق الضغط بين تجاويف متغير. أما عند إغلاق صمام فلا يوجد تدفق للهواء. إن صمامات الهواء هي الطيات الصوتية التي تنظم بين التجاويف فوق وتحت المزمار. والمنفذ البلعومي هو الذي  ينظم بين التجاويف الفموية والأنفية، واللسان هو الذي ينظم بين تجويف الفم والغلاف الجوي. وأيضا يتم التحكم في صمامات الهواء بواسطة العديد من العضلات كما يحدث مع المضخات.

## تدفق الهواء
يمكن اعتبار درجة الحرارة على أنها ثابته في الجهاز النطقي وبالتالي يمكن الاستفادة من قانون بويل التالي:
P1V1=P2V2
ما تُعبر عنه المعادلة أعلاه هو أن ناتج كُل من الضغط الاولي والحجم الاولي في وقت مُعين سيكون مساوياً إلى الضغط الثانوي والحجم الثانوي في وقتً لاحق. وهذا يعني إذا كان هناك زيادة في حجم التجويف سيكون هُناك انخفاض مماثل بالمقابل في الضغط في نفس التجويف، والعكس صحيح. بمعنى آخر، الحجم والضغط يتناسبان عكسياً (أو يترابطان سلباً بحيث تسبب زيادة أحدهما انخفاض في الأخر). كتطبيق لوصف المزمار الفرعي (طرف البلعوم) فإنه عند انقباض الرئة لضخ الهواء يزداد تجويف المزمار الفرعي لاستيعابه كمية الهواء المضاخ وبالمقابل ينخفض الضغط تحت اللسان، بينما عند توسع الرئتين فأن الضغط يقل.
يمكن تفسير الآلية حيث:
1-   يتم فصل المزمار الطرفي عن المزمار العلوي من خلال اغلاق التجويف بينهما عن طريق صمام الطي الصوتي
2-   عند فتح الفم، يكون الضغط فوق المزمار يساوي الضغط الجوي «الضغط الاسموزي»
3-   انقباض الرئتين يسبب زيادة الضغط في المزمار الطرفي حيث يكون الضغط فيه اعلى من الضغط الجوي
إذا كان صمام الطي الصوتي مفتوحاً فذلك يوحِّد فتح جميع الصمامات تلقائياً، على الرغم من ذلك فإنه توجد صمامات صغيرة تعزل بينهم. ينص قانون العالم الفيزيائي باسكال أن «الضغط داخل جسم ما يساوي الضغط الواقع عليه في محيطه الخارجي»، عندما يكون الضغط في المزمار الطرفي مغايراً للضغط في الجزء العلوي من المزمار فإنه ينتج عن ذلك تفاوفت في الضغط. حيث أن الضغط حسب قانون نيوتن الثاني هو عبارة عن قوة مطبقة على مساحة السطح وأن القوة هي ناتج الكتلة والتسارع معاً. نصاً على ذلك فإن مشكلة عدم تساوي الضغط بينهما تُحل عن طريق تدفق كتلة من جزيئات الهواء الموجودة في المزمار الطرفي إلى العلوي حتى يتساوى الضغط بين الطرفين. على نحو مماثل، قذف الهواء يتم بنفس الآلية عندما يتم اغلاق الشفتين أو اللسان (الصمام اللساني) ويتم رفع الشرايين المغلقة (المكبس الحنجري) لتقليل حجم تجويف الفم خلف الصمام المغلق وزيادة الضغط مقارنة بالضغط خلال حالة الراحة. عندما يفتح الصمام المغلق فإن الهواء خلف الصمام المغلق سيتدفق معادلاً الضغط امام الصمام حتى يتعادل الضغط في الفم مع الضغط الجوي وبالتالي سيتم تحويل تدفق الهواء من طاقة موضعية (داخل الفم) إلى طاقة حركية (خارج الفم).

## التقنيات التجريبية
- تخطيط التحجم
- تخطيط العضلات
-  تخطيط فوتوغرافية
- تخطيط الحنجرة الكهربائية
- التصوير بالرنين المغناطيسي
- التصوير بالأشعة
- الموجات فوق الصوتية الطبية
-  التخطيط الكهرومغناطيسي لأجزاء الفم
-  التنظير

### تخطيط حركات الحنك
يتم اعتماد التقنيات التجريبية لفهم كيفية إجراء الأصوات، لذلك تعتبر تقنية تخطيط حركات الحنك من أقدم التقنيات الصوتية المستخدمة لتسجيل البيانات المتعلقة بالنطق. تستخدم هذه التقنية قديما عن طريق وضع مسحوق مظلم في فم المتحدث فبعدها يبدأ بنطق الكلمة وعادةً ماتكون حرف ساكن ثم يزيل المسحوق المتبقي من موضع النطق. أيضا يستطيع مجرب هذه التقنية استخدام المرآه لتصويرالسطح العلوي بأكمله من فم المتحدث تسمى هذه الصورة التي يُري فيها موضع النطق على أنها المنطقة التي تمت ازالة المسحوق بها هي مخطط حركات الحنك.
من أجل جمع بيانات عن تخطيط حركات الحنك الكهربائية، يتم تزويد المتحدث بحنك اصطناعي يحتوي على عدد من الأقطاب الكهربائية ويتم توصيل هذه الأقطاب من خلال اللسان أثناء التكلم فبهذه الطريقة يحصل علماء الصوتيات على معلومات مهمة مثل: كمية الأصوات المختلفة المتصلة بالحنك والمناطق المتصلة بالحنك وماهي مدة الأتصال. 